# Женев'єв Паж
Женев'єв Паж (фр. Geneviève Page; 13 грудня 1927, Париж — 14 лютого 2025) — французька акторка театру, кіно та телебачення. Членкиня журі Канського кінофестивалю 1964 року. Довгожителька.

## Біографія
Народилася 1927 року в сім'ї паризького колекціонера. Хрещена дочка Крістіана Діора. Навчалася у Вищій національній консерваторії драматичного мистецтва.
Дебютувала на сцені Комеді Франсез. Протягом багатьох років виступала на театральній сцені (Національний народний театр, театр Одеон, Театр де Буфф дю Нор та інші). Її партнером по сцені був Жерар Філіп.
З середини 1950-х знімалася в кіно, зіграла ролі у понад 50 італійських, французьких, британських та американських фільмах.
Була одружена з Жаном-Клодом Бужаром з 1959 року, мала двох дітей.

## Вибрана фільмографія
- 1952 — Фанфан-тюльпан — маркіза де Помпадур (радянський дубляж — Лариса Орданська)
- 1952 — Дивне бажання пана Барда — Доната
- 1956 — Михайло Строгов (Michel Strogoff) — Надя Федорова
- 1956 — Іноземна інтрига — Данемор
- 1960 — Нескінченна пісня — Графиня Марі
- 1961 — Ель Сід — принцеса Уррака
- 1961 — Три кімнати на Манхеттені — Іоланда
- 1963 — День і година — Агат
- 1966 — Великий приз — Монік Дельво-Сарті
- 1966 — Ніжний пройдисвіт — Беатріс Дюмонсо
- 1967 — Денна красуня — мадам Анаїс
- 1968 — Майєрлінг — графиня Ларіш
- 1970 — Приватне життя Шерлока Холмса — Габріель Воладон
- 1979 — Холодні закуски — вдова Женев'єва Леонар
- 1992 — Невідомий у будинку — сестра Лурсат
- 1999 — Коханці — Аліса

## Нагороди і премії
- В 1996 році була номінована на премію Мольєра (французький еквівалент премії «Тоні»).
- Офіцерка ордена Почесного легіону (2013).
- Лауреатка премії «Найкраща акторка-критик Юніон» (1980) за роль у «Гірких сльозах Петри фон Кант» у Національному театрі Шайо у Парижі.